# Strada statale 230 di Massazza
La ex strada statale 230 di Massazza (SS 230), ora strada provinciale 230 di Massazza (SP 230), è una strada provinciale italiana.

## Percorso

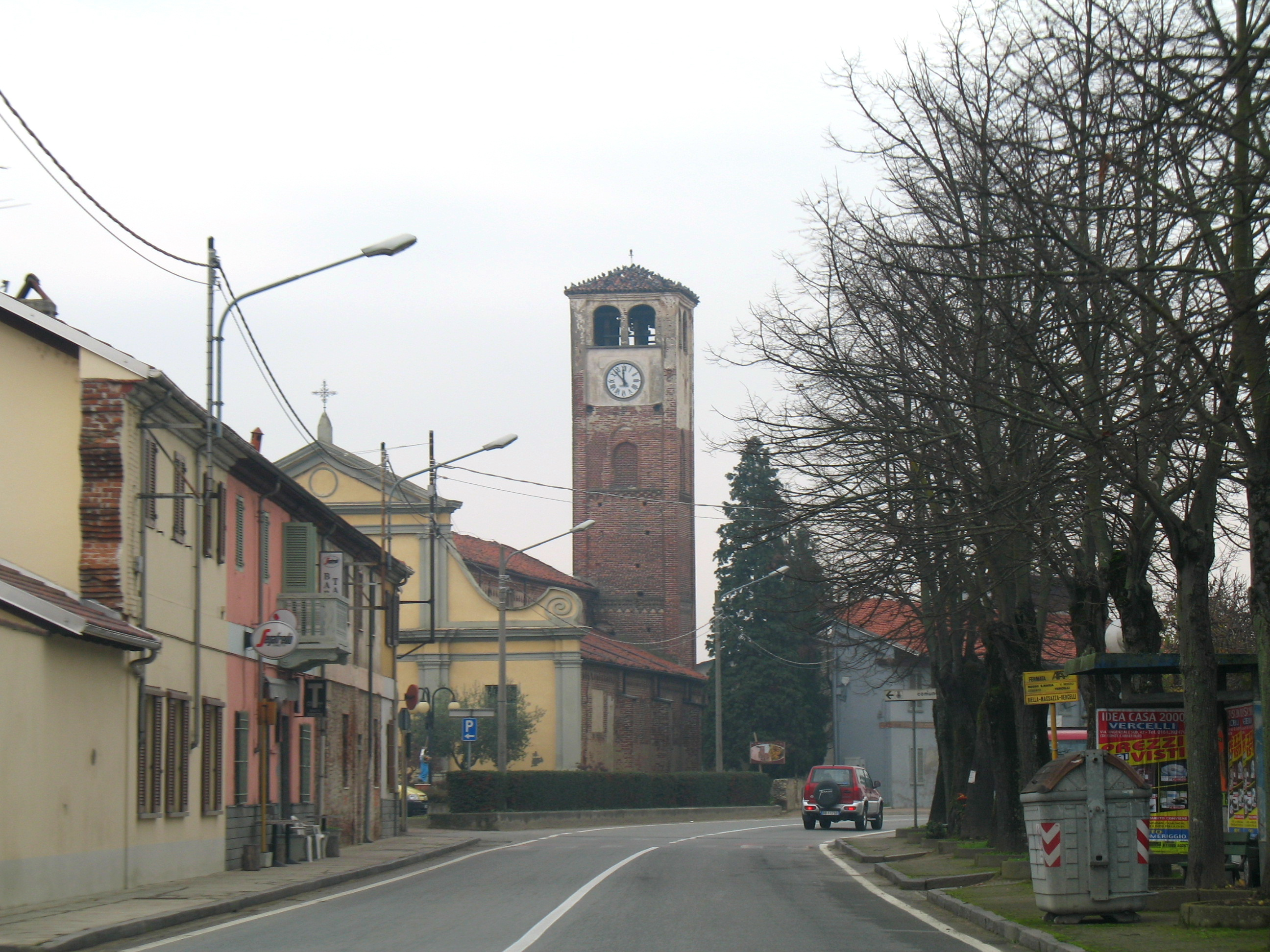
L'attraversamento di Collobiano

Ha inizio a Biella e si snoda verso sud su un tipico percorso di pianura, toccando i comuni di Benna e Massazza; dopo pochi chilometri interseca l'autostrada A4 in corrispondenza del casello di Carisio (località Crocicchio) e prosegue attraversando Formigliana, Busonengo, Collobiano e Quinto Vercellese. Infine, oltrepassato Caresanablot, si arriva a Vercelli.
In seguito al decreto legislativo n. 112 del 1998, dal 2001 la gestione è passata dall'ANAS alla Regione Piemonte che ha poi provveduto all'immediato trasferimento del tratto Biella-ex SS 232 alla Provincia di Biella; il restante tratto venne classificato come strada regionale con la denominazione di strada regionale 230 di Massazza (SR 230) ed affidato all'ARES (Agenzia Regionale Strade).
A seguito del D.R. 9-5791 del 27 aprile 2007 della Regione Piemonte, dal 1º gennaio 2008 il tratto regionale venne infine riclassificato come provinciale e consegnato alla Provincia di Biella e alla Provincia di Vercelli per le tratte territorialmente competenti.
Localmente questa strada è più conosciuta con la denominazione non ufficiale di strada Trossi in onore di Carlo Felice Trossi, pilota automobilistico biellese.

## Voci correlate

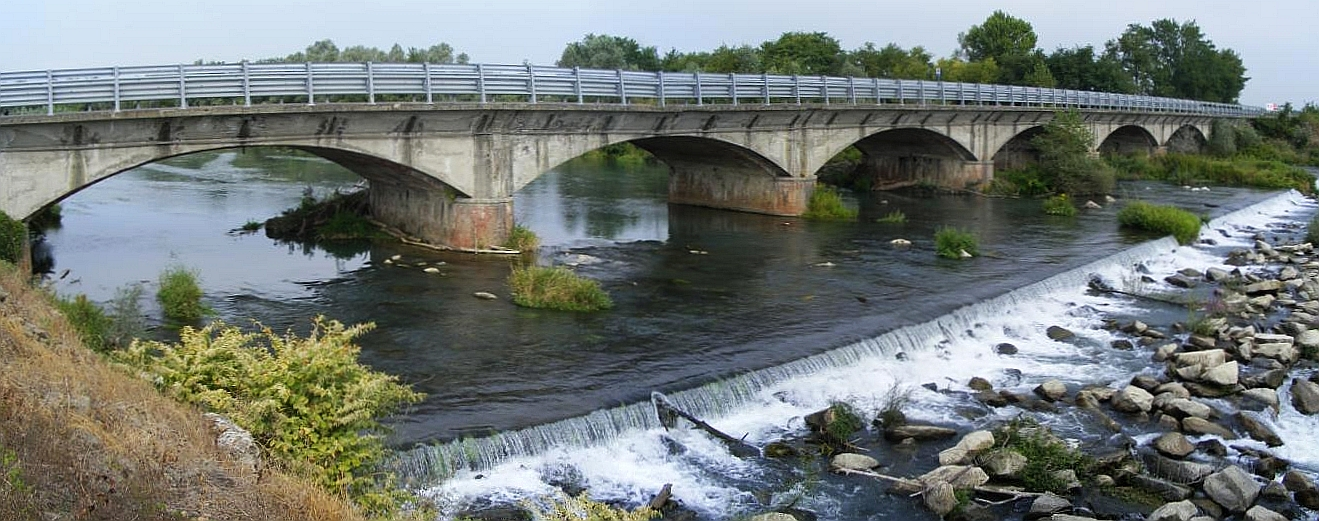
Il ponte sull'Elvo